# Scuola Grande di San Rocco

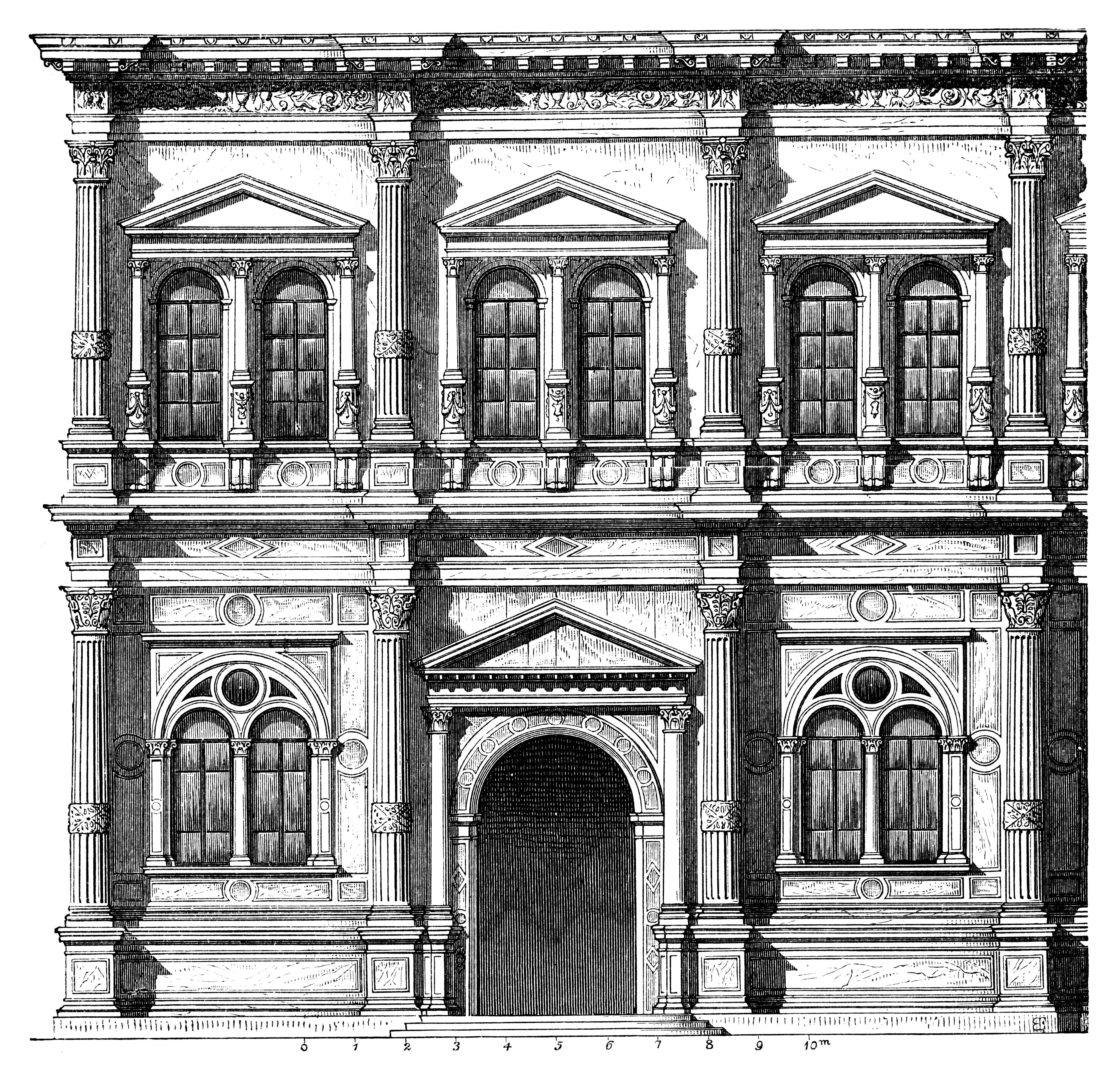
Fasada Scuoli Grande di San Rocco

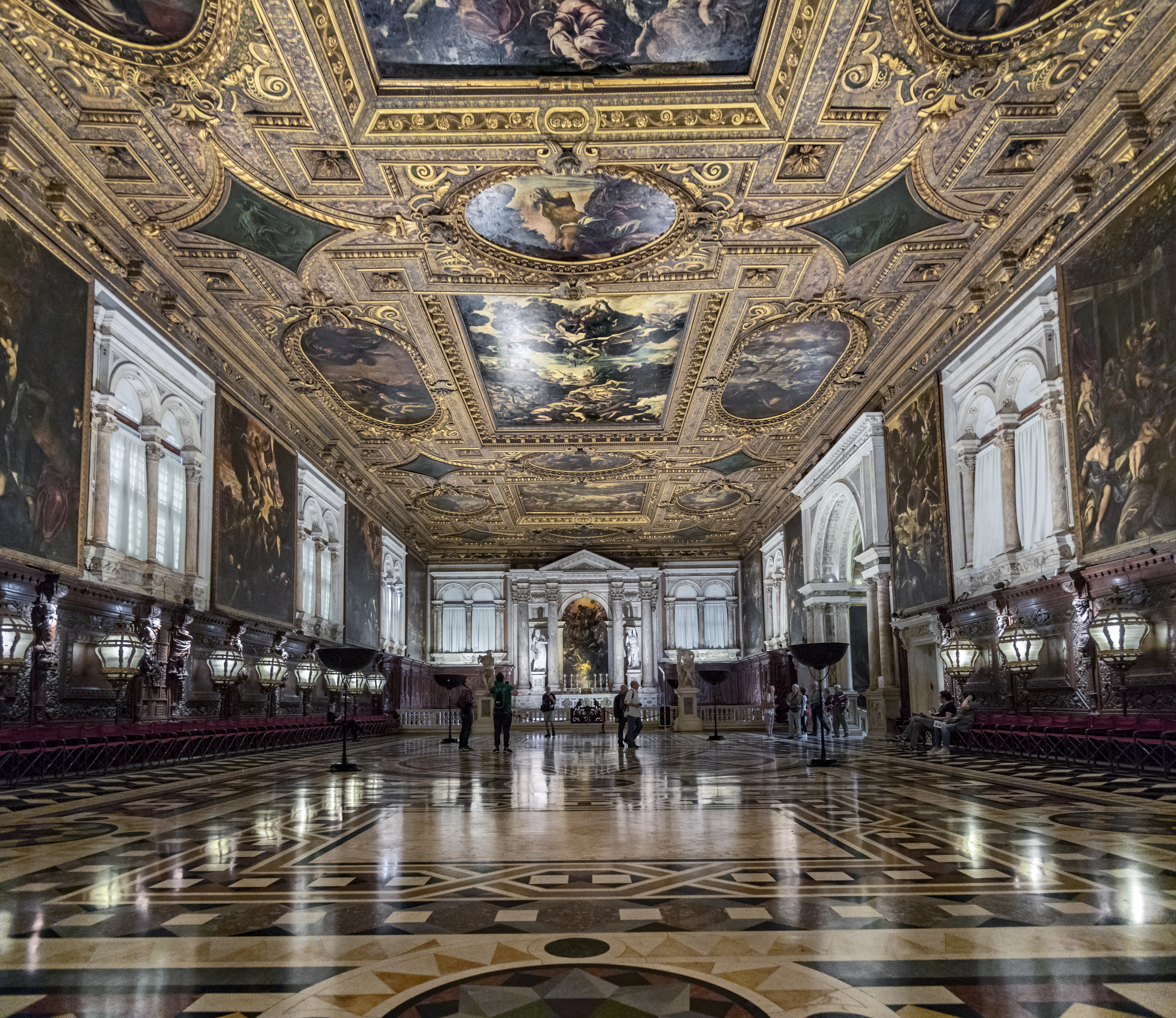
Salone Maggiore

Scuola Grande di San Rocco – budynek dawnego bractwa św. Rocha w Wenecji.

## Historia
Scuola powstała w 1477 roku po połączeniu dwóch bractw św. Rocha, po wielkiej epidemii dżumy jaka nawiedziła Wenecję. Święty Roch zgodnie z tradycją miał zachorować na dżumę, jednak został uratowany przez Anioła. To zdarzenie spowodowało, iż święty został patronem chorych. W 1485 roku bractwo zdobyło szczątki patrona. Posiadanie takich relikwii przysporzyło im ogromne dochody. W 1489 roku rozpoczęli budowlę kościoła, a w 1516 roku domu zgromadzeń. Prace zlecono Bartolomeo Bonowi. W 1524 roku jego prace kontynuował Sante Lombardo, a trzy lata później Scarpagnino. Fasada ówczesnego domu była zdobiona kolorowym kamieniem, swoim przepychem rywalizowała z Scuola Grande della Misericordia. W kolejnych latach fasada została przebudowana, a prace zlecono różnym architektom, by w 1560 roku zakończył je Giangiacomowi de' Grigi.
W 1564 roku prace nad dekoracja wnętrz zlecono włoskiemu malarzowi Jacopowi Tintoretto, który wraz ze swoimi uczniami i synem Domenico pracował nad zleceniem od 1564 do 1587 roku. Tematyka jego prac była ściśle podzielona na pomieszczenia i pietra. W Sala Terrena zaprezentował cykl obrazów z życia Marii Dziewicy, w Sala Superiore przedstawił na suficie sceny zaczerpnięte ze Starego Testamentu, a na ścianie z Nowego Testamentu. Prócz tych dwóch sal jego obrazy zdobią Salę dell'Albergo, gdzie na suficie przedstawił wizerunek patrona scuoli, św. Rocha oraz alegorie cnót, a na ścianach sceny męczeństwa Chrystusa.
Innymi dziełami w scuoli są prace Tycjana pt. Zwiastowanie, Tiepola pt. Abraham i trzej aniołowie, Wypędzenie Hagar oraz Palmy młodszego.

## Obrazy w Scuola Grande di San Rocco

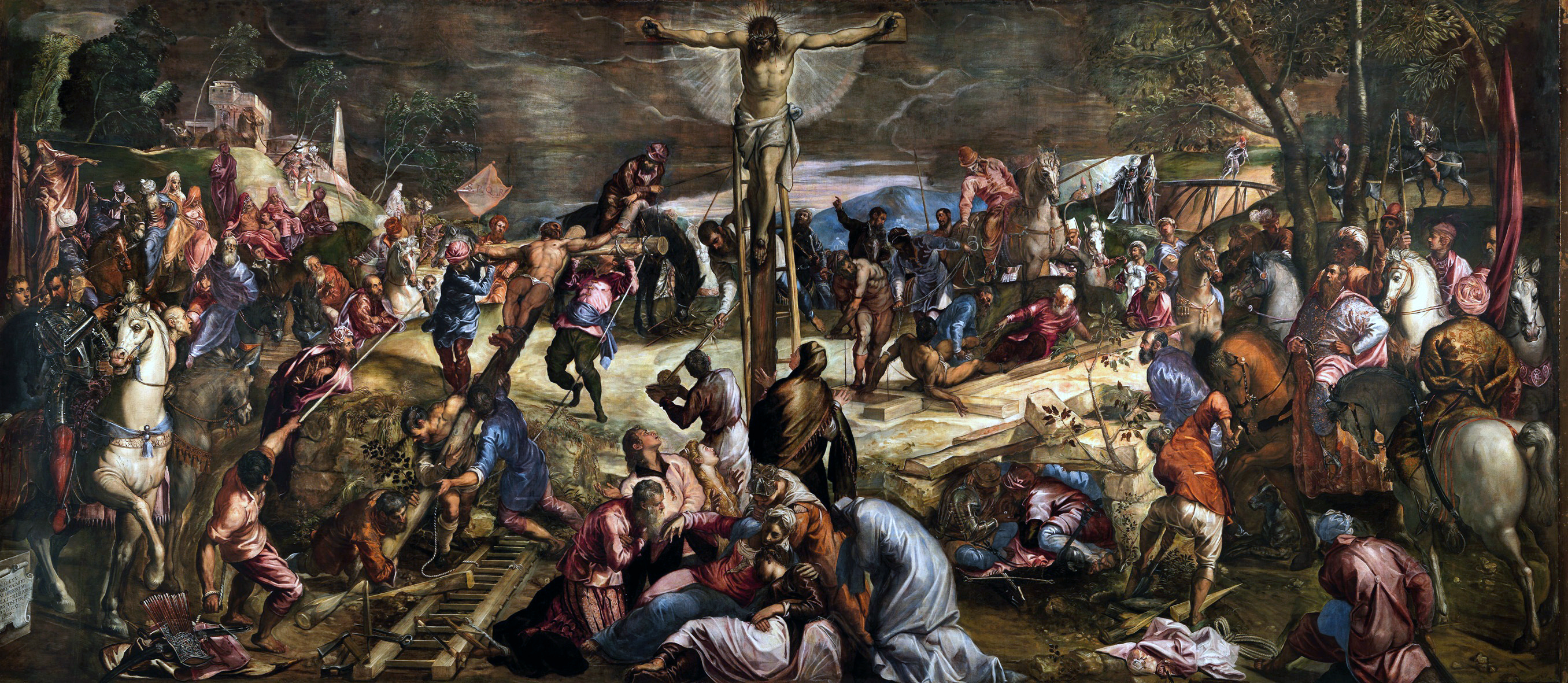
Jacopo Tintoretto, Ukrzyżowanie

### Sala dell'Albergo
- Św. Roch
- Św. Roch uzdrawiający zadżumionych
- Chrystus przed Piłatem
- Ukrzyżowanie
- Dźwiganie krzyża
- Alegoria Św. Jana
- Alegoria Św. Marka
- Alegoria Św. Teodora
- Alegoria Miłości
- Alegoria Miłosierdzia
- Ecce Homo (Cierniem ukoronowanie)

### Sala Zgromadzeń
- Sufit
  - Zbieranie manny
  - Mojżesz sprawia, że woda tryska ze skały
  - Podniesienie spiżowego węża
  - Adam i Ewa
  - Drabina Jakubowa
  - Objawienie Mojżesza
  - Pascha
  - Słup ognia
  - Eliasz wznoszony przez aniołów
  - Rozmnożenie chleba
  - Wizja proroka Ezechiela
  - Ofiarowanie Izaaka

- Ściany
  - Pokłon pasterzy
  - Chrzest Jana Baptystę
  - Chrystus kuszony przez szatana
  - Rozmnożenie chleba i ryb
  - Wskrzeszenie Łazarza
  - Ostatnia Wieczerza
  - Modlitwa w Ogrójcu
  - Zmartwychwstanie
  - Widzenie św. Rocha
  - Św. Roch
  - Św. Sebastian

### Sala nabożeństw
- Maria Magdalena
- Zwiastowanie
- Pokłon Trzech Króli
- Rzeź niewiniątek
- Ofiarowanie w świątyni
- Św Maria z Egiptu
- Ucieczka do Egiptu
- Wniebowstąpienie